# Obozniwka (obwód połtawski)
Obozniwka (ukr. Обознівка) – wieś na Ukrainie, w obwodzie połtawskim, w rejonie krzemieńczuckim. W 2001 liczyła 382 mieszkańców, spośród których 361 posługiwało się językiem ukraińskim, 19 rosyjskim, a 2 białoruskim.